# Silsbee, Texas
Silsbee là một thành phố thuộc quận Hardin, tiểu bang Texas, Hoa Kỳ. Năm 2010, dân số của xã này là 6611 người.

## Dân số
- Dân số năm 2000: 6393 người.
- Dân số năm 2010: 6611 người.